# Dieunomia triangulifera
Dieunomia triangulifera är en biart som först beskrevs av Joseph Vachal 1897.  Dieunomia triangulifera ingår i släktet Dieunomia och familjen vägbin. Inga underarter finns listade i Catalogue of Life.